# Рекорд, Роберт
Роберт Рекорд (англ. Robert Recorde; около 1510 —1558) — валлийский врач и математик. Известен, в частности, тем, что в 1557 году предложил использовать в математике знак равенства.

## Биография
Родился около 1510 года (по другим данным, в 1512 или 1513) в респектабельной уэльской семье. В 1525 году был отправлен на обучение в Оксфордский университет, который окончил в 1531. Занявшись врачебной деятельностью, отправился на обучение в Кембридж, где в 1545 году получил степень доктора медицины. После окончания вернулся в Оксфорд, где преподавал математику.
Через некоторое время переехал в Лондон, где был управляющим Королевского монетного двора Великобритании. Рекорд также был личным врачом Эдуарда VI и Марии I.
Одним из первых среди своих современников начал писать математические работы на английском языке вместо латыни. Создал ряд английских эквивалентов для латинских и греческих математических терминов.
Был оклеветан своим политическим оппонентом, осуждён, арестован за долги и посажен в тюрьму «Кингз Бенч» в округе Саутворк, где умер в 1558 году.

## Труды
Наиболее известные книги Рекорда:

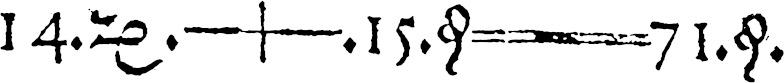
Первое печатное появление знака равенства (записано уравнение)

- The Grounde of Artes, teachings the Worke and Practise, of Arithmeticke, both in whole numbers and fractions («Основа искусств...», Лондон, ок. 1540) — первая изданная в Англии книга по алгебре. Была настолько популярна, что выдержала около 30 изданий[7].
- The Pathway to Knowledge, containing the First Principles of Geometry … bothe for the use of Instrumentes Geometricall and Astronomicall, and also for Projection of Plattes («Тропа к знанию...», Лондон, 1551). Содержит изложение четырёх первых книг «Начал» Евклида[7].
- The Castle of Knowledge, containing the Explication of the Sphere both Celestiall and Materiall, etc. («Замок знания...», Лондон, 1556)[7].
- The Whetstone of Witte, whiche is the seconde parte of Arithmeteke: containing the extraction of rootes; the cossike practise, with the rule of equation; and the workes of Surde Nombers («Оселок остроумия, являющийся второй частью арифметики и содержащий извлечение корней, коссическую практику с правилом составления уравнений, а также иррациональные числа» Лондон, 1557). Именно в этой книге был предложен знак равенства. Переиздавалась дважды[7].
- The Urinal of Physic (1548) — книга по медицине, многократно переиздавалась.

Менее известные труды:
- Cosmographiae isagoge
- De Arte faciendi Horologium
- De Usu Globorum et de Statu temporum